# 日本航空宇宙工業会
一般社団法人日本航空宇宙工業会（にほんこうくううちゅうこうぎょうかい、The Society of Japanese Aerospace Companies（SJAC））とは、航空宇宙に関する工業に関わる企業その他で構成される民間公益団体である。平成24年（2012年）に一般社団法人となった。

## 概要
当工業会HPには、会の目的として、
- 航空宇宙機器の生産の振興・貿易拡大を通じて航空宇宙工業の健全発展を図り、産業の高度化と国民生活向上への寄与
- 世界の航空宇宙産業の健全発展への貢献

が掲げられている。
主な参加企業の種別は、航空機、人工衛星、ロケット及びそれらのエンジンをはじめ、関連機器、素材等の開発、製造修理並びに航空輸送に携わる企業と貿易商社などで、約140社から構成されている。
会報として「航空と宇宙」を発行している。

## 主な事業
航空宇宙機器およびその生産技術に関する以下のことをおこなっている。
- 生産・流通・貿易及び市場調査
- 製造・修理事業の経営及び技術の改善向上に関する調査研究
- 規格基準等の調査研究、作成及び普及
- 資料・情報等の収集、作成並びに提供及び展示
- 関連機関・団体等との連絡及び交流
- 上記に掲げるもののほか、会の目的を達成するために必要な事業

## 沿革
1952年（昭和27年）7月28日 - 工業懇談会として発足（事務所：丸の内三丁目、三菱仲六号館）
1953年 （昭和28年）2月9日 - 航空工業会と改称
1954年（昭和29年）5月24日 - 航空機部品懇談会を合併、日本航空工業会と改称
1966年（昭和41年）11月3日 - 第1回東京航空宇宙ショー開催（航空自衛隊入間基地、デモフライト実施）
1967年（昭和42年）1月27日 - 日本航空工業会と日本航空機製造、YS-11量産体制確立のため関係各社に増資を要請
1972年（昭和47年）5月9日 - 国際航空宇宙工業会（ICCAIA）加入
1974年（昭和49年）
6月30日 - 日本ロケット開発協議会（解散）の宇宙部門の事業を継承
8月12日 - 「社団法人日本航空宇宙工業会」に改組
1976年（昭和51年）1月5日 - 事務所移転（有楽町1丁目、日比谷パークビル）
1980年（昭和55年）7月1日 - 革新航空機技術開発センター設立
1999年（平成11年）12月20日 - 航空宇宙工業SJAC規格（SJAC9100）創設